# Mio Aoyama
Mio Aoyama（ミオ アオヤマ、1974年 - ）は、日本の作詞家、脚本家、小説家。大阪府出身、北海道札幌市在住。青山弥央（あおやま みお）名義でも活動している。

## 経歴
2004年、エイベックス主催のイベント「a-nation」のエンディング曲『夏のしおり』で作詞家デビュー。同年、長編小説『ひまわりの詩』を刊行。
2011年、原案・脚本を手がけた映像作品『Tourism Hokkaido 街』でショートショートフィルムフェスティバル&アジア2011国土交通大臣賞受賞。
2013年、脚本を手がけた映像作品『下手くそ、はなさない』で第8回札幌国際短編映画祭最優秀北海道作品賞受賞。
2014年、短編小説『苺レモネード』で第13回湯河原文学賞受賞。

## 作品

### 小説
- 『ひまわりの詩』（2004年10月）
- 『苺レモネード』（小説NON 2014年6月号）

### 脚本
- 『Tourism Hokkaido 街』
- 『Tourism Hokkaido 彩』
- 『Tourism Hokkaido 水』
- 『ただいま』
- 『スマイルアゲイン』
- 『下手くそ、はなさない』
- 『少年のバス』（共作）（HTB平岸我楽多団）第11回札幌国際短編映画祭（2016年）ナショナルプログラム入選
- 『ファイト！』（共作）（HTB平岸我楽多団）第11回札幌国際短編映画祭（2016年）北海道セレクション入選
- 『She is ELLY（全3話）』（共作）（HTB平岸我楽多団）（2017年）
- 『迷子のバレンタイン（全2話）』（共作）（北海道文化放送レバレバ！ノール）（2018年）
- 『花嫁の手紙』（札幌テレビ放送 熱烈!ホットサンド!）第13回札幌国際短編映画祭（2018年）話題賞受賞
- 『今泉佑唯の出逢い旅～20歳の再出発 アイドルから女優へ』（構成）（2019年）

### 主な作詞提供
- i☆Ris
  - ユメノツバサ
  - ココロノヲト
  - ミライノナマエ
  - Secret Pure Love
  - NEXTAGE（アニメ アニサン劇場主題歌）
  - Believer's HEAVEN（ゲーム ザクセスヘブン主題歌）
  - Defy the fate（共作）
  - YuRuYuRuハッピーデイズ
  - 真夏の花火と秘密基地
- AAA
  - Love@1st Sight
  - I'll be there
  - MAGIC（ドラマ 奪い愛、冬主題歌）
  - Dangerous Gamble
  - No Way Back
  - C.O.L
- Amasia Landscape
  - Flower Crown
  - 聖夜の燈
  - 宇宙の絵画
  - 草原の音楽
  - 航路
  - Be in love
  - 青い鳥
  - 語りべの詩
  - 夕暮れの坂道
- 石田燿子
  - アシタノツバサ（アニメ ブレイブウィッチーズ主題歌）
- 飯田里穂
  - BIN-WAN SPY
- X21
  - 明日への卒業
  - 恋する夏!
  - ハッピーアプリ
  - Xギフト
  - 少女X
  - マテリアルガール
  - マジカル☆キス（アニメ ジュエルペット マジカルチェンジ主題歌）
  - 恋のアポロ計画
  - Who is X!?
  - 笑顔のプロローグ
  - 鏡の中のパラレルガール（共作）
  - Dear. Darlin'
  - Beautiful X
- EDGE of LIFE
  - It's My Life（ウェブドラマ 今日からヒットマン主題歌）
  - Can't Stop（ドラマ 匿名探偵2主題歌）
  - Don't look back
- A.B.C-Z
  - DREAMIN'!!
- 柿原徹也
  - Chaos Breaker
  - Bible of Heart
- KATA-KANA
  - Trust
  - カンヒサクラ
- 北乃きい
  - White Wedding
- 島谷ひとみ
  - まつりだ わっしょい！（みんなのニュース ニュースのうた）
- Shinjiro Atae (from AAA)
  - You Only Live Once
- SOLIDEMO
  - Love you
  - ギミギミLOVE
- 藏合紗恵子
  - Reach for Light（アニメ マケン姫っ!通ED）
- 貴水博之
  - Wish in the dark（共作）（ドラマ 仮面ライダーエグゼイド挿入歌）
  - JUSTICE（ドラマ 仮面ライダーエグゼイド挿入歌）
- Cheeky Parade
  - Cheeky dreamer
  - Challenger
  - dIscovery（共作）
- チーム箱根学園
  - Glory Road（アニメ 弱虫ペダルED3）
- 東京パフォーマンスドール
  - DREAM TRIGGER
  - SURVIVAL!!（共作）
- Do As Infinity
  - 風花便り（ドラマ 花嫁のれん (2010年のテレビドラマ)主題歌）
  - Route 16
  - Alive
- Dream5
  - 段々GROW UP!
- SUPER☆GiRLS
  - 初恋グラフティ
  - 絶対自分前進宣言!
  - BELIEVER
  - 赤い情熱
  - DREAM SEEKER
  - 純情シンデレラ
  - ハッピー・サークル・ストリート
  - 情熱RUNNER
- ナイトキラーズ
  - Crash of Judgement（ゲーム あんさんぶるスターズ!）
- 中山優馬
  - Best Friend
- 流川ガールズ
  - 未来少女たち（アニメ 普通の女子校生が【ろこどる】やってみた。ED）
- 浪川大輔
  - ジキルとハイド
  - Hand in HandW
  - DREAMER
  - Hurricane Rock Star
  - ファンキー☆フィッシング（共作）
- V6
  - Mission of Love
  - New Day
- White Explosion
  - Imitation Love
  - REVENGER
  - ビラバナ～Beat up,Burn up～
- MYNAME (音楽グループ)
  - Crank up
- melody.
  - Say Hello（共作）
  - Beneath My Skin
- 山本サヤカ
  - つくしの言伝
  - あの日の傘と初恋あざみ
  - 線路沿いの木苺
  - 牡丹雪の降る街
  - 星空の下の時計台
  - 雪山の白い使い
  - 線香花火
  - 夕凪の下の秘密基地
  - 草笛と雲の峰
  - 通学路の水溜り
  - 防波堤に並べた約束
- 吉野裕行
  - Anthem
  - ドリームフラッグ
  - ブルーラグーンに恋して
- LinQ
  - 全力Everyday
- ROOT FIVE
  - 約束の明日へ（アニメ 聖闘士星矢 黄金魂 -soul of gold-ED）
- YGA
  - 初恋サーキット